# Poecillastra amygdaloides
Poecillastra amygdaloides är en svampdjursart som först beskrevs av Carter 1876.  Poecillastra amygdaloides ingår i släktet Poecillastra och familjen Pachastrellidae. Inga underarter finns listade i Catalogue of Life.